# Laguna Yema (kommunhuvudort)
Laguna Yema är en kommunhuvudort i Argentina.   Den ligger i provinsen Formosa, i den norra delen av landet, 1 200 km norr om huvudstaden Buenos Aires. Laguna Yema ligger 162 meter över havet och antalet invånare är 2 744.
Terrängen runt Laguna Yema är mycket platt. Trakten runt Laguna Yema är nära nog obefolkad, med mindre än två invånare per kvadratkilometer..
I omgivningarna runt Laguna Yema växer i huvudsak lövfällande lövskog.